# 非洲歷史
非洲的历史悠久，是人類的發源地，在公元前4000年的埃及有非洲最早的文字记载。以下几个阶段的发展中，有一些是在尼罗河流域以外的地區.不過，另一方面，非洲很多地方一直缺乏文字記載和信史，也可以算是歷史最短的一洲。歐洲人在維多利亞時期因為對非洲感到神秘和蠻荒而稱其為黑暗大陸。

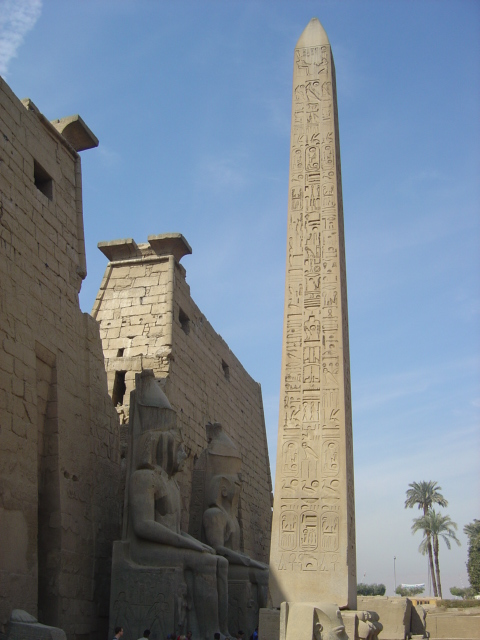
埃及盧克索神廟的方尖碑，約西元前1200年

非洲的英文名字来自古罗马時期。罗马征服迦太基（今突尼斯）之后，称这个省份为“Africa”。名字的意思一直有争议。

## 史前史

### 人类演化
非洲是人類發源地，有最古老的人類化石。
- 南方古猿    Australopithecus afarensis，"露西"
- 能人（Homo habilis），190至160万年前，东非
- 直立人（Homo erectus），170至30万年前，阿尔及利亚，中国，爪哇
- 智人（Homo sapiens），20万年前到现在

### 史前文明
玛雅文明 約前2000年
埃及文明 約前4000年
印度河文明 約前4500年

## 古代非洲
北非的古代歷史和古代西亞密不可分，對古埃及（Egypt）和努比亞（Nubia）文明而言這點尤其真切。在非洲之角，阿克蘇姆王國 （Aksum）統治今日厄利垂亞、北衣索比亞，和阿拉伯半島西側沿岸的地帶。在公元2300年前，古代的埃及人和邦特之地有所往來，邦特（Punt）是古埃及的貿易夥伴，位於今日的索馬利亞、索馬利蘭、吉布地或厄利垂亞。迦太基（Carthage）等腓尼基城邦控制住地中海沿岸，建立起迦太基帝國。
漠南非洲在這段期間發生班圖人擴張的民族遷移事件。另外，考古挖掘顯示，西非尼日河河谷的傑內古城（Djenné-Djenno）和北奈及利亞的諾克文化曾繁盛一時。

### 古埃及
埃及文明大約有六千年歷史。公元前3500年，這一地區出現很多小村落，後來它們形成上、下埃及王國。公元前3100年，上埃及國王米尼斯(Menes)征服下埃及，成為埃及統治者。埃及國王稱為法老，他被認為是天神化身，有至高無上的權力。
埃及被分為古王朝時期，中王朝時期，新王朝時期和後王朝時期。古王朝時期的埃及被米尼斯統一。中王朝時期是埃及最繁盛時期，大部分金字塔都建在這王朝。新王朝時期的埃及被分為上、下埃及，發生內戰。
自公元前12世紀起，埃及勢力逐漸衰弱，努比亞、波斯、迦南和利比亞人入侵埃及。公元前332年，埃及被馬其頓的亞歷山大大帝征服，後被羅馬人征服，埃及已經衰落，古埃及文明結束。
埃及文字稱為象形文字。1822年，商博良破解了埃及文字，認出上面的象形文字是發音和字母的字形，不是一些實物。通常使用的象形文字多達700種，能從左往右，從右到左寫，或從上往下寫。
木乃伊是古埃及人一項了不起的醫學成就。他們已懂得把屍體長期保存。當國王或貴族死後，他的屍體就會被製成木乃伊，把他的內臟液進特殊的藥物，然後用布把屍體包好，裝在棺材裡,以求得到永生。

### 班图的扩张
班图人原来住在赤道以北喀麦隆高原，公元初由于受到北方民族的压力，开始向赤道及其以南地区迁徙。由于班图人的迁徙，迫使原来住在这里的俾格米人退入森林，布须曼人和霍屯督人则被迫徙居非洲西南端。班图人的迁徙，大体分为三支。向东迁徙的班图人，一部分在坦噶尼喀境内定居下来，成为当地的主要民族。另一部分，于11世纪到达东非沿海地区，由于受阿拉伯文化的影响，后来形成斯瓦希里人。向西迁徙的一支，除一部分停留于西非并与当地居民融合外，大部在西赤道非洲定居下来，占据了北起刚果河以北和喀麦隆南部，南至纳米比亚（西南非洲）北部的辽阔地区。中间的一支分布在南部非洲的大部分地区。
班图人的大迁徙，一直持续到19世纪才最后结束。大迁徙导致民族大融合，加快了中、南非洲各民族的的社会发展进程，尤其居住在沿海的班图人与外部接触较多，便利吸收先进文化，先后形成了一些文明国家，重要的有刚果和津巴布韦。

### 迦太基
迦太基意為「新的城市」坐落於非洲北海岸（今突尼西亞），與羅馬隔海相望。
在西元前8世紀~前146年，迦太基帝國（Carthage）是腓尼基人在北非建立的城市國家。迦太基帝國强势时疆土遼闊，勢力最大曾囊括今天北非沿岸、今西班牙中部、科西嘉島、薩丁尼亞島、西西里島和馬爾他島，首都迦太基富極一時，其基礎是農業与商業，在外貿易居民善航海与貿易，在國內居民又是出色的農民，很早就出現了奴隸佔有制莊園，因此在當時地中海地區成為最有活力的經濟強國。
最後因為在三次布匿戰爭中均被羅馬共和國打敗而滅亡。

## 500～1800
在中世紀，伊斯蘭教從阿拉伯半島傳播至埃及，橫跨馬格里布（Maghreb）和薩赫爾（Sahel），建立起強大的阿拉伯帝國。歐洲列強殖民時期之前，非洲大陸延續古代的非洲文明，建立起許多顯赫的國家和社會，例如：
- 北非：法蒂瑪王朝（Al-Khilafah al-Fāṭimīyah）、穆拉比特王朝（阿拉伯语：‎, Al-Murābiṭūn）、埃宥比王朝（Eyûbî）
- 東非：衣索比亞帝國（Ethiopian Empire）、基塔拉帝國（Empire of Kitara）、阿居蘭蘇丹國（Ajuuraan）、基爾瓦蘇丹國（Kilwa）
- 西非：迦納帝國（Ghana Empire）、馬利帝國（Mali Empire）、桑海帝國（Songhai Empire）、貝南帝國（Kingdom of Benin）、奧約帝國（Oyo Empire）、阿散蒂王國（Ashanti Empire）、沃洛夫帝國（Jolof Empire）、莫西王國（Mossi Kingdoms）、豪薩諸國（Hausa Kingdoms）、索科托哈里發國（Sokoto Caliphate）
- 中非：剛果王國（Kingdom of Kongo）、盧巴王國（Kingdom of Luba）、加奈姆-博爾努帝國（Kanem–Bornu Empire）
- 南非：辛巴威王國（Mutapa Empire, Mwenemutapa）、穆塔帕王國（Mutapa Empire, Mwenemutapa）、祖魯王國（Zulu Kingdom）

#### 阿拉伯帝國
阿拉伯帝国（632年—1258年）是阿拉伯半岛上的阿拉伯人于中世纪创建的一系列伊斯兰穆斯林王朝。唐代以来的中国史书，如《经行记》、《旧唐书》、《新唐书》、《宋史》、《辽史》等，均称之为大食国（波斯语Tazi或Taziks的译音），而西欧则习惯将其称作萨拉森帝国（在拉丁文中意指“东方人们的帝国”）。帝国存在了600多年，主要有神权共和时期和伍麦叶王朝、阿拔斯王朝两个世袭王朝。帝国最强盛的时候，疆域东起印度河和中国边境，西至大西洋沿岸，北达里海，南接阿拉伯海，是继阿契美尼德王朝、亚历山大帝国、罗马帝国、拜占庭帝国和萨珊王朝之后又一个地跨亚、欧、非三洲的大帝国。由于其独特的地理位置，阿拉伯帝国的兴起改变了周边许多民族的发展进程，在中世纪的历史上产生了非常重要的影响。

## 19世纪
19世纪80年代，欧洲力量将几乎整个非洲瓜分。他们一直统治非洲直至20世纪第二次世界大战之后。
作为瓜分非洲的一部分，法国以建立非洲东西线作为目标。与此对应的是英国的南北线。在多个节点战争都是随时爆发，但是结果却并没有。其中最为严重的事件是1898年法绍达事件。
英國統治：
- 萊索托
- 冈比亚
- 黄金海岸
- 埃及王國
- 肯尼亚
- 毛里求斯
- 尼日利亚
- 尼亚萨兰
- 塞拉利昂
- 南罗得西亚
- 中非聯邦
- 英属索马里兰
- 開普殖民地
- 德蘭士瓦
- 南非聯邦
- 斯威士兰
- 英埃共管苏丹
- 桑给巴尔
- 乌干达

法國統治：
- 摩洛哥
- 阿爾及利亞
- 突尼西亞
- 貝南
- 布吉納法索
- 科特迪瓦
- 几內亚
- 馬里
- 毛里塔尼亚
- 尼日尔
- 塞內加爾
- 中非共和国
- 查德
- 加蓬
- 刚果共和国
- 葛摩
- 馬達加斯加
- 马约特
- 留尼汪
- 法屬印度洋諸島
- 坦桑尼亚
- 法屬索馬里蘭
- 也门

西班牙統治：
- 西屬摩洛哥
- 西屬撒哈拉
- 西屬赤道幾內亞

葡萄牙統治：
- 安哥拉
- 葡屬西非
- 葡屬東非
- 葡屬幾內亞
- 阿爾金
- 阿克拉
- 卡宾达
- 佛得角
- 休达
- 黃金海岸
- 幾內亞比索
- 馬達加斯加
- 馬林迪
- 蒙巴萨
- 摩洛哥
- 莫桑比克
- 圣约翰堡
- 圣多美普林西比
- 丹吉爾
- 桑給巴爾
- 濟金紹爾

德國統治：
- 德屬東非
- 德属喀麥隆
- 德属西南非洲

意大利統治：
- 意属東非
- 意属索馬里蘭
- 意屬昔蘭尼加
- 意屬利比亞

奧斯曼帝國統治：
- 的黎波里

比利時統治：
- 比屬剛果
- 盧旺達-布隆迪

## 20世纪

### 非殖民化
第二次世界大战之后，独立浪潮席卷非洲。20世纪50年代至60年代，殖民地纷纷成为独立国家。独立的过程大多数都是和平进行，但也有诸如阿尔及利亚和肯尼亚等例外。

## 现代

### 北非革命
2010年，北非陸續發生反對領袖的革命，部分國家領袖被推翻，甚至殞命。